# Alcis nigropallida
Alcis nigropallida là một loài bướm đêm trong họ Geometridae.